# Kårde
En kårde er et stikvåben. Kården benyttes i den moderne sportsgren fægtning. 

## Kårdens historie
Kårdens historie begynder i slutningen af 1500-tallet, da smede formåede at smede lette, tynde klinger. De kunne nu fremstille tyndere, stærkere og mere smidige klinger, langt billigere. Tidligere var det kun de dyre damascenerklinger (fremstillet i Damaskus), der havde denne lethed. Men selv disse var tungere end kården, da hærtaktikken i Damaskus stadig anvendte de klassiske, tungere sværd.
Rapieren, som er forløberen til kården, blev udviklet i Spanien/Italien og var længere end den er i dag, typisk 1,3 meter. På grund af deres længde var det ikke muligt at parere med dem. Man kunne kun støde med dem, og paraderne blev udført med en kniv eller en dolk i den anden hånd.
Rapieren viste sig at være et meget dødeligt stød-våben, langt mere dødeligt end de tidligere tiders tungere og mere klodsede hugsværd, der forårsagede kødsår snarere end de egentlige dødelige skader, som rapieren kunne forårsage ved at trænge ind og ødelægge organer og store arterier, med sine stik.
På Solkongens hof i 1600-tallet blev rapieren forkortet til cirka 1 meter, som kården er i dag. Historikere mener, at forkortelsen af rapieren primært skyldtes moden. Ifølge bogen “Duellens historie” var det upassende at ankomme til Solkongens hof i ridebukser og med en lang klinge slæbende efter sig. En kortere klinge var lettere at manøvrere med ved hoffet. Som en bonus viste det sig, at det også var muligt at parere med de kortere klinger, hvilket var en hjælp til når man skulle beskytte sig selv. Den moderne kårde var født.
Indtil 1800-tallet var det kun officererne, der fægtede med kårde. Menige soldater fægtede med sabel. Forskellen skyldtes, at det er sværere at lære at bruge en kårde end en sabel, og det var kun adelen og officerstanden, der havde tid og råd til den langvarige træning, det krævede at mestre kården. Det er også grunden til, at dueller blev udført med kårde: Det var officerernes og adelens våben.